# Mercedes-Benz OM 604/OM 605/OM 606
Bei dem OM 604 handelt es sich um einen Reihen-Vierzylinder-Dieselmotor mit Vorkammereinspritzung von Mercedes-Benz. Er ist eine Weiterentwicklung des OM 601 und weist vier Ventile je Zylinder auf. Wie beim Vorgänger ist der Motorblock aus Grauguss gefertigt und Zylinderkopf aus Leichtmetall.
Der Einsatz der Vierventiltechnik bei einem Pkw-Diesel war zu diesem Zeitpunkt eine Weltneuheit. Durch die Nutzung dieser Technologie wurde nicht nur ein erhöhtes Drehmoment- und Leistungsangebot über einen deutlich erweiterten Drehzahlbereich ermöglicht, sondern auch eine Senkung des Kraftstoffverbrauchs bei Volllast um bis zu 8 Prozent erreicht. Zudem wurde die Partikelemission im Abgas durch den optimierten Verbrennungsablauf um rund 30 Prozent verringert. Weitere Maßnahmen zur effizienten Abgasreinigung waren eine Abgasrückführung und der serienmäßige Oxidationskatalysator.
Der OM 604 kam erstmals 1993 in der C-Klasse (Baureihe 202) und 1995 in der neuen E-Klasse (Baureihe 210) zum Einsatz. Diese hatten als einzige Mercedes-Benz-Diesel eine Verteilereinspritzpumpe (elektronische Verteilereinspritzpumpe, kurz EVE) von Lucas anstatt der bewährten Reiheneinspritzpumpen von Bosch.
Die Dichtungen der Lucas-Einspritzpumpen werden mit der Zeit spröde und undicht. Da der Austausch der gesamten Einspritzpumpe sehr kostenintensiv ist, wird ein Reparatursatz angeboten, bei dem nur die betroffenen Dichtungen ausgetauscht werden.

## OM 605/OM 606
Auf der gleichen technischen Basis entstanden die Baureihen OM 605 (Fünfzylinder) und OM 606 (Sechszylinder). Ab 1993 wurden OM 605 und OM 606 (E 250 Diesel und E 300 Diesel) als Saugmotoren in die Baureihe 124 eingebaut, wo parallel weiter Zweiventiler als Turbomotoren verwendet wurden.
In der ersten C-Klasse (W 202) war der OM 605 mit Einführung der Baureihe 1993 verfügbar, ab 1995 dann ausschließlich als Turbodiesel mit der Bezeichnung C 250 Turbodiesel lieferbar. Der größere OM 606 Sechszylinder-Turbodiesel konnte nun in der E-Klasse (Baureihe 210) als E 300 Turbodiesel bestellt werden.
Ab 1997 waren diese Motoren in der Nachfolgebaureihe 210 auch mit einem Abgasturbolader erhältlich.
Mit Ausnahme des OM 604 D 20, welcher in geringer Stückzahl für den südeuropäischen Markt hergestellt wurde, hatte der Vierzylinder-Motor OM 604 im Gegensatz zu dem OM 605 und OM 606 größere Werte für Bohrung (89 mm) und Hub (86,6 mm), jedoch einen kleineren Gesamthubraum von 2155 cm³.

## Daten
| Verkaufsbezeichnung                            | Motortyp       | Aufladung       | Baumuster   | Leistung bei (1/min)     | Drehmoment bei (1/min) | Bauzeit |
| ---------------------------------------------- | -------------- | --------------- | ----------- | ------------------------ | ---------------------- | --- |
| 4-Zylinder                                     |                |                 |             |                          |                        | |
| Hubraum: 1997 cm³, Bohrung × Hub: 87 × 84 mm   |                |                 |             |                          |                        | |
| C 200 Diesel (W/S 202)                         | OM 604 D 20    | –               | 604.915 EVE | 65 kW (88 PS) bei 5000   | 135 Nm bei 2000        | 1996–1998 (nur in Portugal erhältlich)                                                                                           |
| E 200 Diesel (W 210)                           | OM 604 D 20    | –               | 604.917 EVE | 65 kW (88 PS) bei 5000   | 135 Nm bei 2000        | 1996–1998 (nicht in Deutschland erhältlich)                                                                                      |
| Hubraum: 2155 cm³, Bohrung × Hub: 89 × 86,6 mm |                |                 |             |                          |                        | |
| C 220 Diesel (W/S 202)                         | OM 604 D 22    | –               | 604.910 EVE | 55 kW (75 PS) bei 5000   | 150 Nm bei 3100        | 1996–1998 (Taxi-Variante, leistungsreduziert und PME-geeignet)                                                                   |
| E 220 Diesel (W 210)                           | OM 604 D 22    | –               | 604.912 EVE | 55 kW (75 PS) bei 5000   | 150 Nm bei 3100        | 1996–1998 (Taxi-Variante, leistungsreduziert und PME-geeignet)                                                                   |
| C 220 Diesel (W/S 202)                         | OM 604 D 22    | –               | 604.910 EVE | 70 kW (95 PS) bei 5000   | 150 Nm bei 3100        | 1993–1998 |
| E 220 Diesel (W 210)                           | OM 604 D 22    | –               | 604.912 EVE | 70 kW (95 PS) bei 5000   | 150 Nm bei 3100        | 1995–1998 |
| 5-Zylinder                                     |                |                 |             |                          |                        | |
| Hubraum: 2497 cm³, Bohrung × Hub: 87 × 84 mm   |                |                 |             |                          |                        | |
| C 250 Diesel (W 202)                           | OM 605 D 25    | –               | 605.910 ERE | 83 kW (113 PS) bei 5000  | 170 Nm bei 2800        | 1993–1998 (ab 1996 nur für Export in Griechenland, Italien, Belgien, Türkei, Bulgarien, Kroatien, Mazedonien, Ungarn erhältlich) |
| E 250 Diesel (W/S/V/VF/F 124)                  | OM 605 D 25    | –               | 605.911     | 83 kW (113 PS) bei 5000  | 170 Nm bei 2800        | 1993–1996 |
| E 250 Diesel (W/S/VF 210)                      | OM 605 D 25    | –               | 605.912 ERE | 83 kW (113 PS) bei 5000  | 170 Nm bei 2800        | 1996–1998 (nur in Griechenland, Italien, Portugal, Türkei, Bulgarien, Kroatien, Mazedonien, Ungarn erhältlich)                   |
| C 250 Turbodiesel (W/S 202)                    | OM 605 D 25 LA | Abgasturbolader | 605.960 ERE | 110 kW (150 PS) bei 4400 | 280 Nm bei 1800        | 1995–2001 |
| E 250 Turbodiesel (W/S 210)                    | OM 605 D 25 LA | Abgasturbolader | 605.962 ERE | 110 kW (150 PS) bei 4400 | 280 Nm bei 1800        | 1997–1999 (nicht in Deutschland erhältlich)                                                                                      |
| 6-Zylinder                                     |                |                 |             |                          |                        | |
| Hubraum: 2996 cm³, Bohrung × Hub: 87 × 84 mm   |                |                 |             |                          |                        | |
| E 300 Diesel (W/S 124)                         | OM 606 D 30    | –               | 606.910     | 100 kW (136 PS) bei 5000 | 210 Nm bei 2200–4600   | 1993–1996 |
| E 300 Diesel (W 210)                           | OM 606 D 30    | –               | 606.912 ERE | 100 kW (136 PS) bei 5000 | 210 Nm bei 2200–4600   | 1995–1997 |
| E 300 Turbodiesel (W/S 210)                    | OM 606 D 30 LA | Abgasturbolader | 606.962 ERE | 130 kW (177 PS) bei 4400 | 330 Nm bei 1600–3600   | 1997–1999 |
| S 300 Turbodiesel (W 140)                      | OM 606 D 30 LA | Abgasturbolader | 606.961 ERE | 130 kW (177 PS) bei 4400 | 330 Nm bei 1600–3600   | 1996–1999 |
| G 300 Turbodiesel (W 463)                      | OM 606 D 30 LA | Abgasturbolader | 606.964 ERE | 130 kW (177 PS) bei 4400 | 330 Nm bei 1600–3600   | 1997–2001 |